# 哈希姆·巴特哈伊·戈勒派耶甘尼
大阿亞圖拉哈希姆·巴特哈伊·戈勒派耶甘尼（波斯語：هاشم بطحایی گلپایگانی；1941年—2020年3月16日），伊朗政治家、什葉派神職人員。
哈希姆·巴特哈伊出生於伊斯法罕省的戈勒派耶甘。他也是一位賽義德，曾在庫姆神學院學習，接受鲁霍拉·霍梅尼以及其他的阿亞圖拉們的講課。
他於2016年伊朗專家議會選舉中當選為專家會議成員。後來又以獨立人士的身份登記參加2017年總統選舉，但被判定為不符合資格而拒絕登記。
2020年，在冠状病毒爆發蔓延至伊朗之后，3月15日，有報導稱他確診感染了2019冠狀病毒病。3月16日，他因感染該病在庫姆去世。